# Caniçada e Soengas
Caniçada e Soengas est une paroisse civile portugaise (en portugais : freguesia) de la municipalité de Vieira do Minho dans le district de Braga. Elle est créée en 2013, par fusion des paroisses de Caniçada et Soengas.

## Géographie
Caniçada e Soengas est située au nord-ouest de Vieira do Minho.
Elle regroupe deux anciennes paroisses situées sur la rive gauche du Cávado. La rivière, au nord, marque la frontière de Caniçada e Soengas  (et de Vieira do Minho) avec la municipalité de Terras de Bouro.
Avant la fusion des paroisses, le territoire de Caniçada était coupé en deux par Soengas.

Carte des anciennes paroisses de Caniçada (rouge) et Soengas (jaune).

## Histoire
Les paroisses de Caniçada et Soengas sont toutes les deux mentionnées dès le XIe siècle. En 1515, les paroisses sont rattachées à la municipalité de Ribeira de Soaz, qui disparaît au XIXe siècle. Caniçada et Soengas rejoignent ensuite la municipalité de Vieira do Minho.
La paroisse civile de Caniçada e Soengas est créée par la loi no 11-A/2013 du 28 janvier 2013 portant réorganisation administrative du territoire des freguesias, en fusionnant les paroisses de Caniçada et Soengas. Son nom officiel est União das Freguesias de Caniçada e Soengas et son siège est fixé à Caniçada.

## Démographie
Lors du recensement de 2021, Caniçada e Soengas compte 517 habitants.